# Plateosauravus cullingworthi
Il plateosauravo (Plateosauravus cullingworthi) è un dinosauro erbivoro appartenente ai sauropodomorfi, vissuto nel Triassico superiore (Norico, circa 215 milioni di anni fa). I suoi resti fossili sono stati ritrovati in Sudafrica.

## Descrizione
Questo animale era uno dei primi dinosauri di grandi dimensioni: la lunghezza, infatti, doveva aggirarsi sui 10 metri. I resti ritrovati sono incompleti, ma testimoniano l'esistenza di un grande sauropodomorfo basale, piuttosto simile nell'aspetto generale all'europeo Plateosaurus. Il corpo era relativamente snello e le zampe lunghe, mentre la scatola cranica possiede caratteristiche insolitamente primitive. Con ogni probabilità, Plateosauravus possedeva grandi artigli ricurvi sulle zampe anteriori e un lungo collo che terminava in una testa piccola e dotata di denti relativamente deboli. Sono noti anche fossili di esemplari giovani.

## Classificazione
I resti fossili di questo animale vennero originariamente attribuiti a una presunta specie africana di Plateosaurus da Haughton nel 1924. Fu poi Friedrich von Huene, nel 1932, a riconoscere una distinzione notevole tra le due forme, tanto da creare un genere distinto (Plateosauravus significa infatti “antenato di Plateosaurus”). Successivamente, però, i resti fossili di Plateosauravus vennero confusi con quelli di altri grandi sauropodomorfi africani del Triassico superiore, come il poco conosciuto Euskelosaurus, Eucnemesaurus e Melanorosaurus. Rispetto a quest'ultima forma, però, le differenze sono notevoli: il femore, ad esempio, era ricurvo in Plateosauravus e diritto in Melanorosaurus, e ciò implicava un diverso tipo di postura.
Attualmente Plateosauravus è considerato una forma basale di sauropodomorfo, ma la collocazione sistematica è incerta a causa dell'incompletezza dei resti fossili. È improbabile, tuttavia, che fosse un diretto antenato (o uno stretto parente) di Plateosaurus, come originariamente ritenuto.